# 2016年9月1日日食
2016年9月1日日食是一次日環食，發生於2016年9月1日。新月當天（即朔日），地球上觀測到月球和太阳的角距離極小，此時月球如果恰好在月球交點附近，穿過太阳和地球之間，與地球、太阳接近一直線，則會出現日食。月球穿過太阳和地球之間，但距地球較遠，本影未能接觸地表，而使偽本影覆蓋的區域內看到月球的角直徑小於太陽，就形成日環食，同時在偽本影兩側數千公里的半影範圍內形成日偏食。此次日環食經過了赤道几内亚、加蓬、剛果共和國、剛果民主共和國、坦桑尼亚、莫桑比克、马达加斯加、留尼汪，日偏食則覆蓋了非洲大部分區域和周邊部分地區。

## 日食概況

### 出現區域

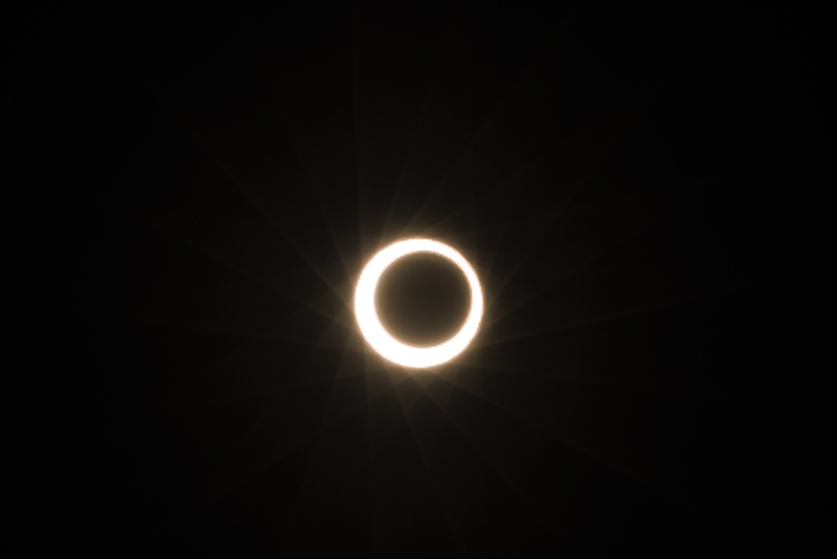
剛果民主共和國卡萊米的日環食。

大西洋中部阿森松島西北約760公里的洋面在日出時最先看到此次日環食，隨後月球偽本影向東偏北移動，覆蓋距赤道几内亚其餘部分較遠、該國在南半球的唯一領土安諾本島後從加蓬登上非洲，逐漸轉向東南移動，在坦桑尼亚魯伍馬區通杜魯縣東部距林迪區約9.3公里處達到最大食分。不久後偽本影斜貫莫桑比克海峽北部和馬達加斯加島，進入印度洋南部，覆蓋法国海外省留尼汪島中南部，最終在日落時分結束於澳大利亚西南約1300公里的印度洋東南部洋面。
偽本影經過的陸地依次包括：
- 赤道几内亚：安諾本島；
- 加彭：自西向東橫貫濱海奧果韋省，經過中奧果韋省南部，橫貫恩古涅省後經過奧果韋-洛洛省南部和上奧果韋省南半部；
- 刚果共和国：經過尼阿里省東北部、萊庫穆省北部、盆地省西南部後自西向東橫貫高原省；
- 刚果民主共和国：擦過赤道省西南角並自西北向東南斜貫班頓杜省北部、西開賽省北部、東開賽省，經過馬涅馬省西南部後斜貫坦噶尼喀省北部；
- 坦桑尼亚：經過基戈馬區南部，自西北向東南斜貫魯夸區、姆貝亞區、伊林加區中部偏南後經過莫羅戈羅區南部、魯伍馬區北部和東部、林迪區西南部、姆特瓦拉區西部，其中在魯伍馬區通杜魯縣東部距林迪區約9.3公里處達到最大食分；
- 莫桑比克：擦過尼亞薩省東北角後自西北向東南斜貫德爾加杜角省中部偏北；
- 马达加斯加：自西北向東南斜貫馬哈贊加省中部偏東和圖阿馬西納省中部偏北；
- 留尼汪：圣保罗区、圣但尼区南部、聖貝努瓦區中南部、圣皮埃尔区。[3][4]

除了上述狹窄的環食帶內能看到日環食之外，月球半影覆蓋範圍內都能看到日偏食，包括巴西最東端、非洲除北非沿海以外的大部分、阿拉伯半島西南部、马尔代夫中南部、印尼蘇門答臘南部和爪哇中西部、澳大利亚西部海岸，及南极洲靠近印度洋的一角。

此次日環食過程中月影在地表移動的動畫

### 基本參數
- 類型：日環食
- 食甚中心處（位於坦桑尼亚魯伍馬區通杜魯縣東部距林迪區約9.3公里處）資料：
  - 時間：2016年9月1日9:06:53.9
  - 地點：10°40.9′S 37°45.7′E / 10.6817°S 37.7617°E
  - 食分：0.9736（環食帶內最大）
  - 偽本影寬度：99.7公里
  - 日環食持續時間：3分5.6秒
- 環食最長處資料：
  - 時間：2016年9月1日9:05:10
  - 地點：10°26′S 37°21′E / 10.433°S 37.350°E
  - 偽本影寬度：99.8公里
  - 日環食持續時間：3分5.6秒（環食帶內最長）[6]

## 相關的日食

### 2015-2018年的日食
月球交替位於相對的月球交點時，以半個交點年（食年），即約177天又4小時間隔出現下列日食。
| 日食列表  |           |           |           |           |           |           |           |           |           |           |           |
| 1997-2000 | 2000-2003 | 2004-2007 | 2008-2011 | 2011-2014 | 2015-2018 | 2018-2021 | 2022-2025 | 2026-2029 | 2029-2032 | 2033-2036 | 2036-2039 |

| 降交點                                                        | 降交點                   |                            | 升交點                   | 升交點 |
| 沙羅周期                                                      | 地圖                     | 沙羅周期                   | 地圖                     |        |
| 120 斯瓦尔巴朗伊爾城的日全食                                  | 2015年3月20日 全食       | 125                        | 2015年9月13日 偏食（南） |        |
| 130 印尼巴厘巴板的日全食                                      | 2016年3月9日 全食        | 135 留尼汪億唐塞拉的日環食 | 2016年9月1日 環食        |        |
| 140 阿根廷布宜諾斯艾利斯的日偏食                              | 2017年2月26日 環食       | 145 美国卡斯珀的日全食     | 2017年8月21日 全食       |        |
| 150 阿根廷奧利沃斯的日偏食                                    | 2018年2月15日 偏食（南） | 155 芬兰胡伊蒂寧的日偏食   | 2018年8月11日 偏食（北） |        |
| 註：2018年7月13日和2019年1月6日的日偏食屬於下一組交點年系列。 |                          |                            |                          |        |

### 沙羅周期
沙羅周期長度為18年11天。本次日食屬於沙羅周期135，共包含71次日食，依次為1331年7月5日至1493年10月10日的10次日偏食、1511年10月21日至2305年2月24日的45次日環食、2323年3月8日至2341年3月18日的2次全環食（亦稱混合食）、2359年3月29日至2449年5月22日的6次日全食、2467年6月2日至2593年8月17日的8次日偏食，總共歷時1262.11年。其中最長的全食發生於2431年5月12日，共持續2分27秒。
下表列舉了1901年至2100年間發生的屬於該周期的日食，是第33至43次：
| 33            | 34             | 35            |
| ------------- | -------------- | ------------- |
| 1908年6月28日 | 1926年7月9日   | 1944年7月20日 |
| 36            | 37             | 38            |
| 1962年7月31日 | 1980年8月10日  | 1998年8月22日 |
| 39            | 40             | 41            |
| 2016年9月1日  | 2034年9月12日  | 2052年9月22日 |
| 42            | 43             |               |
| 2070年10月4日 | 2088年10月14日 |               |

## 資料來源
1. ↑  樊忠玉. . 中国天文科普网.   [2016-05-23]. （原始内容存档于2014-09-17）.
2. 1 2  Fred Espenak. . NASA Eclipse Web Site.   [2016-05-23]. （原始内容存档于2016-04-21）.（英文）
3. ↑  Fred Espenak. . NASA Eclipse Web Site.   [2016-05-23]. （原始内容存档于2016-06-04）.（英文）
4. ↑  Xavier M. Jubier. .   [2016-05-23]. （原始内容存档于2016-06-24）.（法文）（英文）
5. ↑  Fred Espenak. . NASA Eclipse Web Site.   [2016-05-23]. （原始内容存档于2008-08-08）.（英文）
6. ↑  Fred Espenak. . NASA Eclipse Web Site.   [2016-05-23]. （原始内容存档于2016-05-04）.（英文）
7. ↑  Fred Espenak. . NASA Eclipse Web Site.（英文）

## 外部連結
- NASA日食專頁（页面存档备份，存于）（英文）
- 可見區域圖和時間統計：由弗雷德·埃斯佩纳克做出的日食預報，NASA/GSFC
  - Google互動地圖呈現的日食範圍
  - 貝塞爾元素
- Google地圖顯示的日環食和日偏食範圍（页面存档备份，存于）（法文）（英文）

| \| \| 日食 \|                            |                             |                                           |
| 上一次日食： 2016年3月9日日食 （日全食） | 2016年9月1日日食 （日環食） | 下一次日食： 2017年2月26日日食 （日環食） |
| 上一次日環食： 2014年4月29日日食         | 2016年9月1日日食 （日環食） | 下一次日環食： 2017年2月26日日食          |
|                                          | 日食                        |                                           |